# یاسوکی ایشیداته
یاسوکی ایشیداته (انگلیسی: Yasuki Ishidate؛ زادهٔ ۲۴ سپتامبر ۱۹۸۴) بازیکن فوتبال اهل ژاپن است.
از باشگاه‌هایی که در آن بازی کرده‌است می‌توان به باشگاه ورزشی توچیگی و باشگاه فوتبال کاشیوا ریسول اشاره کرد.